# Granite (Oregon)
Granite az Amerikai Egyesült Államok északnyugati részén, Oregon állam Grant megyéjében, a Kék-hegységben, Baker Citytől 76 km-re nyugatra, Portlandtől pedig 557 km-re délkeletre helyezkedik el. A 2010. évi népszámláláskor 38 lakosa volt. A város területe 0,96 km², melynek 100%-a szárazföld.
A település és környéke szerepelt a Federal Writers' Project keretében 1939-ben William „Bill” Haight által készített, Occupational and Social Life of Granite című interjúban.

## Történet
A közösség 1862. július 4-én jött létre Granite Creek Mines (Granite-pataki bányák) néven, miután a Granite-patakban aranyat találtak. A következő évben a mai pozícióhoz képest 2,4 km-rel lejjebb létrejött egy Granite City nevű település. Jelenlegi helyén 1867 óta létezik amikor az arany felfedezésének dátuma után Independence-nek nevezték el. Postahivatalát 1878-ban alapították, ám mivel létezett már Oregonban egy Independence nevű város, a Granite nevet kapta. A hivatal 1957-ben bezárt, de a név megmaradt.
Az első postamester A. G. Tabor bányász és üzletember lett 1878-ban. Granite 1900-ban kapott városi rangot; első polgármestere Grant Thornburg volt.

## Földrajz és éghajlat

### Földrajz
A Népszámlálási Hivatal adatai alapján a város területe 0,96 km², melynek 100%-a szárazföld.
A tengerszint feletti magasság 1431 méter. A településen áthalad a 171 km hosszú Elkhorn Drive Scenic Byway körút, amely áthalad az Elkhorn-hegységen, Baker Cityn, Hainesen és Sumpteren is.
A Granite-patakot a környéken gyakori gránit után nevezték el.

### Éghajlat
| Hónap                         | Jan.  | Feb.  | Már.  | Ápr.  | Máj.  | Jún. | Júl. | Aug. | Szep. | Okt.  | Nov.  | Dec.  | Év    |
| ----------------------------- | ----- | ----- | ----- | ----- | ----- | ---- | ---- | ---- | ----- | ----- | ----- | ----- | ----- |
| Rekord max. hőmérséklet (°C)  | 15,0  | 18,3  | 22,2  | 29,4  | 33,3  | 36,1 | 41,7 | 39,4 | 36,1  | 31,7  | 22,8  | 15,6  | 41,7  |
| Átlagos max. hőmérséklet (°C) | 1,1   | 3,9   | 7,8   | 11,7  | 16,7  | 21,1 | 27,2 | 27,2 | 22,2  | 14,4  | 5,0   | 3,6   | 13,6  |
| Átlaghőmérséklet (°C)         | −4,2  | −2,2  | 1,4   | 4,8   | 8,9   | 12,5 | 16,7 | 16,1 | 11,7  | 6,1   | 0,0   | −2,9  | 5,8   |
| Átlagos min. hőmérséklet (°C) | −9,4  | −8,3  | −5,0  | −2,2  | 1,1   | 3,9  | 6,1  | 5,0  | 1,1   | −2,2  | −5,0  | −9,4  | −2,0  |
| Rekord min. hőmérséklet (°C)  | −38,9 | −37,2 | −31,7 | −15,6 | −10,6 | −6,1 | −5,6 | −5,6 | −11,1 | −20,6 | −33,9 | −38,3 | −38,9 |
| Átl. csapadékmennyiség (mm)   | 66    | 48    | 48    | 41    | 46    | 38   | 21   | 25   | 21    | 32    | 72    | 81    | 539   |
| Forrás: The Weather Channel   |       |       |       |       |       |      |      |      |       |       |       |       |       |

## Népesség

### 2010
A 2010-es népszámláláskor a városnak 38 lakója, 22 háztartása és 13 családja volt. A népsűrűség 39,6 fő/km2. A lakóegységek száma 88, sűrűségük 91,7 db/km2. A lakosok 95%-a fehér,  5%-a indián,    . A spanyol vagy latino származásúak aránya 5,3% (   5,3% egyéb spanyol vagy latino származású.)
A háztartások 4,5%-ában élt 18 évnél fiatalabb. 54,5% házas,  4,5% egyedülálló férfi, 40,9% pedig nem család. 31,8% egyedül élt; 9,1%-uk 65 éves vagy idősebb. Egy háztartásban átlagosan 1,73 személy élt; a családok átlagmérete 2,08 fő.
A medián életkor 63 év volt. A város lakóinak 3%-a 18 évesnél fiatalabb, % 18 és 24 év közötti, 3%-uk 25 és 44 év közötti, 50%-uk 45 és 64 év közötti, 45%-uk pedig 65 éves vagy idősebb. A lakosok 58%-a férfi, 42%-a pedig nő.

### 2000
A 2000-es népszámláláskor  a városnak 24 lakója, 15 háztartása és 9 családja volt. A népsűrűség 25 fő/km2. A lakóegységek száma 74, sűrűségük 77,1 db/km2. A lakosok 95,8%-a fehér,      . A spanyol vagy latino származásúak aránya 4,2% (   4,2% pedig egyéb spanyol/latino származású.)
A háztartások %-ában élt 18 évnél fiatalabb. 60% házas, % egyedülálló nő; 40% pedig nem család. 40% egyedül élt; 6,7%-uk 65 éves vagy idősebb. Egy háztartásban átlagosan 1,6 személy élt; a családok átlagmérete 2 fő.
A város lakóinak %-a 18 évesnél fiatalabb, % 18 és 24 év közötti, 21%-uk 25 és 44 év közötti, 67%-uk 45 és 64 év közötti, 13%-uk pedig 65 éves vagy idősebb. A medián életkor 57 év volt. Minden 100 nőre 118 férfi jut; a 18 évnél idősebb nőknél ez az arány 118.
A háztartások medián bevétele 15 625 amerikai dollár, ez az érték családoknál $20 625. A férfiak medián keresete $11 250, míg a nőké $6250. A város egy főre jutó bevétele (PCI) $8024. A családok 20%-a, a teljes népesség 36%-a élt létminimum alatt; a 18 év alattiaknál ez a szám %, a 65 évnél idősebbeknél pedig 100%.

## Gazdaság
1942-ben a második világháború idején a háborús termelést felügyelő szervezet az L208 számú rendeletével megtiltotta az aranyásást, mivel azt a háború szempontjából érdektelennek tartották, és azt szerették volna, ha a bányászok más, „fontosabb” érceket termelnének ki. Mivel Granite teljesen az aranykitermelésre épült, a döntéssel összeomlott a gazdaság. A háború után mind az elektromos-, mind a telefonhálózat leállt. Húsz év alatt, 1940 és 1960 között a lakosság száma 86-ról 2-re csökkent.
A népesség 1990-re 10 főre nőtt, 2000-ben pedig már 24 lakosa volt, a telefont pedig helyreállították.
2002-ben két munkaadó volt a településen: a The Outback kereskedőház és a Lodge at Granite vendégház.

## Fordítás
Ez a szócikk részben vagy egészben  a   Granite, Oregon című angol Wikipédia-szócikk ezen változatának fordításán alapul.  Az eredeti cikk szerkesztőit annak laptörténete sorolja fel. Ez a jelzés csupán a megfogalmazás eredetét és a szerzői jogokat jelzi, nem szolgál a cikkben szereplő információk forrásmegjelöléseként.